# Ona Carbonell
Ona Carbonell, född den 5 juni 1990 i Barcelona, Spanien, är en spansk konstsimmare.
Hon tog OS-silver i duett i konstsim och OS-brons i lagtävlingen i konstsim i samband med de olympiska konstsimstävlingarna 2012 i London.